# Agnelo Rossi
Agnelo Rossi (ur. 4 maja 1913 w Joaquím Egidio, zm. 21 maja 1995 w Indaiatuba) – brazylijski kardynał, dziekan kolegium kardynalskiego w latach 1986-1993.

## Życiorys
Urodził się w Joaquim Egidio w diecezji Campinas. W wieku 20 lat wyjechał na studia do Rzymu, gdzie studiował teologię m.in. na papieskim Uniwersytecie Gregoriańskim. 27 marca 1937 przyjął święcenia kapłańskie z rąk arcybiskupa Luigiego Traglii (przyszłego kardynała). Krótko potem powrócił do Brazylii. Do 1956 pracował m.in. w seminarium w São Paulo i na uniwersytecie w Campinas, gdzie został wicerektorem.
W dniu 5 marca 1956 wybrano go na biskupa Barra do Pirai. Sakrę biskupią otrzymał od biskupa Campinos Paulo de Tarso Campos w dniu 15 kwietnia tego samego roku. 6 września 1962 awansował na arcybiskupa Ribeirão Preto, a 1 listopada 1964 został arcybiskupem São Paulo. Uczestniczył w II soborze watykańskim. Przewodniczący Konferencji Episkopatu Brazylii 1963-1970.
Papież Paweł VI na konsystorzu 22 lutego 1965 mianował go kardynałem prezbiterem tytułu Gran Madre di Dio. W latach 1967–1987 regularnie uczestniczył w zgromadzeniach Światowego Synodu Biskupów. Prefekt Kongregacji Ewangelizacji Narodów od 22 października 1970 do 9 kwietnia 1984, następnie przewodniczący Administracji Patrymonium Stolicy Apostolskiej (do 6 grudnia 1989). Uczestniczył w sierpniowym i wrześniowym konklawe 1978. Tytularny biskup diecezji suburbikarnej Sabina e Poggio Mirteto od 25 czerwca 1984 aż do śmierci. W dniu 19 grudnia 1986 został wybrany na stanowisko dziekana Kolegium Kardynałów, w związku z czym otrzymał dodatkowo godność tytularnego biskupa Ostii. W związku z ukończeniem 80. roku życia, 4 maja 1993 utracił prawo do uczestniczenia w konklawe a 31 maja tego samego roku zrezygnował z funkcji dziekana Kolegium Kardynalskiego i tytułu biskupa Ostii, po czym powrócił do Brazylii. Zmarł w Indaiatuba. Został pochowany w Campinas w ufundowanym przez siebie sanktuarium poświęconym Matce Bożej z Guadelupy.